# Xã Union, Quận Clay, Kansas
Xã Union (tiếng Anh: Union Township) là một xã thuộc quận Clay, tiểu bang Kansas, Hoa Kỳ. Năm 2010, dân số của xã này là 156 người.